# Markéta z Rožmberka
Markéta z Rožmberka († 14. června 1357) byla česká šlechtična z významného rodu Rožmberků.

## Život
Narodila se jako jedna ze tří doložených dcer nejvyššího zemského komorníka Jindřicha z Rožmberka a jeho manželky Elišky z Dobrušky. 
Markéta měla bratra Petra z Rožmberka a z dalších sourozenců jsou známé sestra Johanka z Rožmberka a druhá sestra neznámého jména.[zdroj⁠?!]

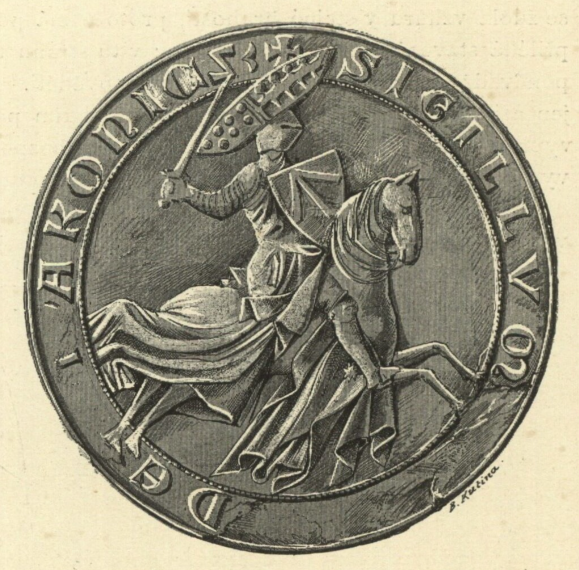
Pečeť Markétina manžela Bavora III. ze Strakonic z roku 1291 (August Sedláček: Hrady, zámky a tvrze království Českého, Díl 7., 1890)

Markéta se provdala za Bavora III. ze Strakonic, v jehož krvi kolovala krev Přemyslovců. Pán ze Strakonic byl purkrabím na hradě Zvíkov, kde je v úřadu doložen v letech 1289–1306. Manželství bylo pravděpodobně bezdětné. 
Markéta zemřela 14. června roku 1357 a je pohřbena v rodinné hrobce v cisterciáckém klášteře ve Vyšším Brodě.